# Röpirat
A röpirat olyan nyomtatvány (füzet, könyv), amelyet abból a  célból terjesztenek, hogy a közvéleményt valamely ügyben, akár mellette, akár ellene, befolyásolja, fő jellemzője ezért az aktualitás. A könyvnyomtatás első korszakában, az időszaki sajtó kifejlődése előtt a röpiratok voltak a nyilvánosság sajtóorgánumai. Az akkori röpiratokból körülbelül legteljesebb a British Museum gyűjteménye. Bizonyos történelmi helyzetekben – főleg illegális nyomtatás és terjesztés esetén – a röpirat fontos agitációs eszköznek számít, ilyen például a szamizdat.
- Átvitt értelemben könyvek stb. szerzői is alkalmazzák esetenként a „röpirat” szót műveik címében.
- Néha röplapként, röpcédulaként emlegetik (bár ennek a szónak ma inkább reklámcédula, szórólap értelme van).